# 김동균
김동균(본명: 김영철, 1971년 ~ )은 대한민국의 배우이다.

## 학력
- 서울예술대학 연극과

## 경력
- 1997년 : SBS 7기 공채 탤런트

## 연기 활동

### 드라마
- 1997년 SBS 수목드라마 《형제의 강》
- 1997년 SBS 월화드라마 《여자》
- 1997년 SBS 드라마스페셜 《모델》
- 1997년 SBS 주말특별기획 《아름다운 그녀》
- 1997년 SBS 일일연속극 《미아리 일번지》
- 1997년 SBS 일일연속극 《지평선 너머》
- 1997년 SBS 드라마스페셜 《화이트 크리스마스》
- 1997년 SBS 드라마스페셜 《단단한 놈》
- 1998년 SBS 일일연속극 《서울 탱고》
- 1998년 SBS 일일시트콤 《순풍산부인과》
- 1998년 SBS 주말극장 《사랑해 사랑해》
- 1998년 SBS 아침드라마 《엄마의 딸》
- 1998년 SBS 드라마스페셜 《미스터Q》
- 1998년 SBS 주말극장 《로맨스》
- 1998년 SBS 일일연속극 《7인의 신부》
- 1998년 SBS 드라마스페셜 《승부사》
- 1998년 SBS 일일연속극 《미우나 고우나》
- 1998년 SBS 월화드라마 《은실이》 ... 한대식 역
- 1999년 SBS 아침드라마 《지금은 사랑할 때》
- 1999년 SBS 일요드라마 《카이스트》
- 1999년 SBS 주말극장 《젊은 태양》
- 1999년 SBS 일일연속극 《약속》
- 1999년 SBS 드라마스페셜 《토마토》 ... 양대리 역
- 1999년 SBS 아침드라마 《그녀의 선택》
- 1999년 SBS 드라마스페셜 《해피투게더》
- 1999년 SBS 수목드라마 《퀸》
- 1999년 SBS 월화드라마 《맛을 보여드립니다》
- 1999년 SBS 일요아침드라마 《달콤한 신부》
- 2000년 SBS 드라마스페셜 《불꽃》
- 2000년 SBS 월화드라마 《사랑의 전설》
- 2000년 SBS 창사 10주년 특별기획 《덕이》
- 2000년 SBS 드라마스페셜 《팝콘》
- 2000년 SBS 일일드라마 《자꾸만 보고싶네》
- 2000년 SBS 드라마스페셜 《줄리엣의 남자》
- 2000년 SBS 드라마스페셜 《여자만세》
- 2001년 SBS 드라마스페셜 《순자》
- 2001년 SBS 일일드라마 《이별 없는 아침》
- 2001년 SBS 주말극장 《아버지와 아들》
- 2001년 SBS 추석특집드라마 《엄마를 찾습니다》
- 2001년 SBS 일일연속극 《이 부부가 사는 법》
- 2002년 SBS 드라마스페셜 《지금은 연애중》
- 2002년 SBS 일일드라마 《해 뜨는 집》
- 2003년 SBS 주말특별기획 《천년지애》
- 2003년 SBS 주말극장 《백수탈출》
- 2003년 SBS 일일연속극 《연인》
- 2003년 SBS 주말특별기획 《스크린》
- 2003년 SBS 드라마스페셜 《요조숙녀》
- 2003년 SBS 아침드라마 《이브의 화원》
- 2003년 SBS 드라마스페셜 《때려》
- 2003년 SBS 주말극장 《애정만세》
- 2003년 SBS 일일연속극 《흥부네 박터졌네》
- 2003년 SBS 드라마스페셜 《천국의 계단》
- 2004년 SBS 아침드라마 《청혼》
- 2004년 SBS 주말극장 《작은 아씨들》 ... 미용실 운영자 역
- 2004년 SBS 주말특별기획드라마 《폭풍 속으로》
- 2004년 SBS 일일연속극 《소풍가는 여자》
- 2004년 SBS 드라마스페셜 《형수님은 열아홉》
- 2004년 SBS 주말 특별기획드라마 《파리의 연인》 ... GD자동차 사보팀 팀장 역
- 2004년 SBS 드라마스페셜 《남자가 사랑할 때》
- 2004년 SBS 월화드라마 《러브스토리 인 하버드》
- 2005년 SBS 주말극장 《하늘이시여》
- 2006년 SBS 대하드라마 《연개소문》 ... 임자 역
- 2006년 SBS 드라마스페셜 《연인》
- 2006년 KBS2 아침드라마 《아줌마가 간다》 ... 최고수 역
- 2006년 MBC 일일시트콤 《거침없이 하이킥!》 ... 장철호 역
- 2007년 SBS 주말특별기획 《칼잡이 오수정》 ... 윤동관 역
- 2007년 SBS 일일연속극 《그 여자가 무서워》
- 2007년 SBS 금요드라마 《아들 찾아 삼만리》 ... 사부장 역
- 2008년 KBS1 일일연속극 《너는 내 운명》 ... 로하스 팀장 역
- 2008년 SBS 드라마스페셜 《온에어》 ... 노용철 역
- 2008년 SBS 일일연속극 《아내의 유혹》
- 2008년 SBS 창사특집극 《압록강은 흐른다》 ... 경성의전 교수 역
- 2009년 SBS 드라마스페셜 《시티홀》 ... 박아첨 역
- 2010년 SBS 드라마스페셜 《산부인과》 ... 마취과 의사 역
- 2010년 KBS2 월화드라마 《부자의 탄생》 ... 유팀장 역
- 2010년 SBS 드라마스페셜 《검사 프린세스》 ... 가택 무단침입범 역
- 2010년 SBS 주말특별기획 《시크릿 가든》 ... 드라마 감독 역
- 2010년~2011년 SBS 월화드라마 《괜찮아, 아빠딸》 ... 카페 면접관 역
- 2011년 MBC 아침드라마 《당신 참 예쁘다》 ... 김수철 역
- 2011년 SBS 월화드라마 《무사 백동수》 ... 부관 역
- 2011년 MBC 월화드라마 《빛과 그림자》 ... 앵두보이 역
- 2012년 SBS 주말특별기획 《신사의 품격》 ... 나종석 역 (특별출연)
- 2012년 tvN 화요드라마 《응답하라 1997》 ... 방송작가 역
- 2012년 SBS 추석특집 드라마 《가족사진》 ... 허설중 역
- 2012년 KBS 대하드라마 《대왕의 꿈》 ... 영류왕 역
- 2013년 MBC 월화드라마 《구가의 서》 ... 최마름(전생) / 최집사(환생) 역
- 2013년 SBS 수목드라마 《주군의 태양》 ... 404호 할머니 귀신의 아들 역
- 2013년 MBC 아침드라마 《내 손을 잡아》 ... 김철진 역
- 2014년 tvN 금요드라마 《꽃할배 수사대》 ... 강민구 역
- 2014년 tvN 월화드라마 《마이 시크릿 호텔》 ... 김수복 역
- 2014년 MBC 아침드라마《폭풍의 여자》 ... 조태석 검사 역
- 2015년 SBS 주말특별기획 《내 마음 반짝반짝》
- 2015년 SBS 드라마스페셜 《냄새를 보는 소녀》 ... 박형진 역
- 2015년 SBS 월화드라마 《상류사회》 ... 백화점 상사 역
- 2015년 SBS 아침연속극 《어머님은 내 며느리》 ... 나갑 역
- 2016년 SBS 주말특별기획 《미녀 공심이》 ... 주유소 사장 역
- 2016년 SBS 주말특별기획 《끝에서 두번째 사랑》 ... PD 역
- 2016년 JTBC 금토드라마 《판타스틱》 ... 윤철형 역
- 2016년 tvN 불금불토스페셜 《신데렐라와 네명의 기사》 ... 의사 역
- 2016년 SBS 아침연속극 《아임 쏘리 강남구》 ... 마동균 역
- 2017년 SBS 시트콤 《초인가족 2017》 ... 드라마 PD 역
- 2017년 SBS 주말특별기획 《언니는 살아있다》
- 2017년 SBS 드라마스페셜 《다시 만난 세계》
- 2017년 SBS 아침연속극 《해피시스터즈》 ... 주만복 역
- 2018년 KBS 월화드라마 《라디오 로맨스》
- 2018년 tvN 토일드라마 《미스터 션샤인》 ... 김안평 역
- 2019년 SBS 드라마스페셜 《빅이슈》 ... 공성철 역
- 2019년 tvN 수목드라마 《검색어를 입력하세요 WWW》
- 2020년 OCN 토일드라마 《본 대로 말하라》 ... 박순웅 역
- 2020년 SBS 토일드라마 《더 킹 : 영원의 군주》 ... 신재의 아버지 역 (특별출연)
- 2020년 SBS 일일드라마 《엄마가 바람났다》 ... 최동석 역
- 2020년 SBS 금토드라마 《앨리스》 ... 도연의 아버지 역 (특별출연)
- 2021년 tvN 월화드라마 《너는 나의 봄》 ... 은하 철도의 아버지 역
- 2022년 MBC 저녁드라마 《두 번째 남편》 ... 고덕구 역
- 2022년 tvN 토일드라마 《스물다섯 스물하나》... 유림의 아버지 역
- 2022년 디즈니+드라마 《변론을 시작하겠습니다》... 천재호 역
- 2024년 ENA 월화드라마 《나의 해리에게》... 소친국 역
- 2024년 OCN 단편드라마 《O'PENing - 수령인》 ... 고동수 역
- 2024년 JTBC 토일드라마 《옥씨부인전》 … 이충일 역

### 영화
- 2000년 《신혼여행》 ... 방재훈 역
- 2002년 《보스 상륙 작전》 ... 검사 1 역
- 2003년 《은장도》 ... 동네 사람 역
- 2004년 《귀신이 산다》 ... 파출소 패거리 역
- 2006년 《각설탕》 ... 기수들 역
- 2006년 《퍼레이드》 ... 패거리 역
- 2007년 《마파도 2》 ... 경호원 1 역
- 2015년 《위험한 상견례 2》 ... 박성진 역
- 2017년 《중독노래방》 ... 낚시꾼 역
- 2020년 《슈팅걸스》 ... 나진 부 역
- 2021년 《귀여운 남자》 ... 김 형사 역
- 2021년 《구원》 ... 송 이장 역 (우정출연)
- 2022년 《안녕하세요》 ... 사진사 역 (우정출연)
- 2023년 《소년들》 … 부장검사 역

## 광고
- 2004년 농심 조청유과

## 수상
- 2005년 SBS 연기대상 우정상